# Музяк
Музя́к (рос. Музяк, башк. Мүзәк) — село (у минулому присілок) у складі Краснокамського району Башкортостану, Росія. Адміністративний центр Музяківської сільської ради.
Населення — 544 особи (2010; 494 у 2002).
Національний склад:
- марійці — 58 %

Стара назва — Музяково.